# Região Leste (Nepal)
O Leste é uma região do Nepal. Tem uma população de 5 344 476 habitantes e uma área de 28 456 km². A sua capital é a cidade de Dhankuta.

## Zonas
A região está dividida em três zonas:
- Sagarmatha
- Kosi
- Mechi